# 法希伊夫卡
49°10′29″N 27°9′53″E / 49.17472°N 27.16472°E
法什奇伊夫卡（烏克蘭語：Фащіївка）是位於烏克蘭西部的村莊，由赫梅利尼茨基州裡赫梅利尼茨基區的溫基夫齊市鎮負責管轄。該村始建於1493年，面積1.77平方公里，海拔高度288米，2001年人口274。